# Белінда Кордвелл
Белінда Кордвелл (англ. Belinda Cordwell; нар. 21 вересня 1965) — колишня новозеландська тенісистка.
Найвищу одиночну позицію світового рейтингу — 17 місце досягла 4 грудня 1989, парну — 35 місце — 8 травня 1989 року.
Здобула 1 одиночний та 2 парні титули.
Найвищим досягненням на турнірах Великого шолома був півфінал в одиночному розряді.
Завершила кар'єру 1991 року.

## Фінали турнірів WTA

### Одиночний розряд (1–1)
| Результат | W/L | Дата     | Турнір                                | Покриття | Суперниця       | Рахунок  |
| --------- | --- | -------- | ------------------------------------- | -------- | --------------- | -------- |
| Поразка   | 0–1 | Лют 1989 | Nutri-Metics Open 1989, Нова Зеландія | Тверде   | Патті Фендік    | 2–6, 0–6 |
| Перемога  | 1–1 | Кві 1989 | DHL Open 1989                         | Тверде   | Кідзімута Акіко | 6–1, 6–0 |

### Парний розряд (2–3)
| Результат | W/L | Дата     | Турнір                                      | Покриття  | Партнерка          | Суперниці                      | Рахунок            |
| --------- | --- | -------- | ------------------------------------------- | --------- | ------------------ | ------------------------------ | ------------------ |
| Перемога  | 1–0 | Жов 1985 | Відкритий чемпіонат Японії                  | Тверде    | Джулі Річардсон    | Лаура Аррая Бет Герр           | 6–4, 6–4           |
| Поразка   | 1–1 | Лют 1988 | Fernleaf Classic 1988, Нова Зеландія        | Тверде    | Джулі Річардсон    | Патті Фендік Джилл Гетерінгтон | 3–6, 3–6           |
| Поразка   | 1–2 | Кві 1988 | Taipei Women's Championships 1988, Тайвань  | Килим (i) | Джулі Річардсон    | Патті Фендік Енн Генрікссон    | 2–6, 6–2, 2–6      |
| Поразка   | 1–3 | Чер 1988 | Pilkington Glass Championships 1988, Англія | Трава     | Дінкі Ван Ренсбурґ | Ева Пфафф Елізабет Смайлі      | 4–6, 6–7           |
| Перемога  | 2–3 | Кві 1989 | DHL Open 1989                               | Тверде    | Елізабет Смайлі    | Енн Гендрікссон Бет Герр       | 6–7(6–8), 6–2, 6–1 |

## Фінали ITF
| турніри $100,000 |
| турніри $75,000  |
| турніри $50,000  |
| турніри $25,000  |
| турніри $10,000  |

### Одиночний розряд: 6 (5–1)
| Результат | Ранг | Дата            | Турнір                  | Покриття | Суперниця         | Рахунок       |
| --------- | ---- | --------------- | ----------------------- | -------- | ----------------- | ------------- |
| Перемога  | 1.   | 10 жовтня 1983  | ITF Ньюкасл, Австралія  | Трава    | Діенн Генсел      | 6–1, 6–2      |
| Перемога  | 2.   | 25 лютого 1985  | ITF Тасманія, Австралія | Тверде   | Ребекка Браєнт    | 4–6, 6–3, 7–6 |
| Поразка   | 3.   | 11 березня 1985 | ITF Аделаїда, Австралія | Тверде   | Луїс Філд         | 3–6, 1–6      |
| Перемога  | 4.   | 29 квітня 1985  | ITF Канберра, Австралія | Трава    | Ребекка Браєнт    | 6–2, 4–6, 6–4 |
| Перемога  | 5.   | 16 березня 1987 | ITF Канберра, Австралія | Тверде   | Амі Єнссон Роголт | 6–3, 6–2      |
| Перемога  | 6.   | 30 березня 1987 | ITF Аделаїда, Австралія | Тверде   | Луїс Філд         | 6–0, 4–6, 6–4 |

### Парний розряд: 17 (11–6)
| Результат | Ранг | Дата             | Турнір                  | Покриття | Партнерка           | Суперниці                       | Рахунок       |
| --------- | ---- | ---------------- | ----------------------- | -------- | ------------------- | ------------------------------- | ------------- |
| Перемога  | 1.   | 28 травня 1984   | ITF Флемінгтон, США     | Тверде   | Джулі Річардсон     | Беверлі Бовіс Бекі Каллан       | 6–0, 6–1      |
| Перемога  | 2.   | 25 червня 1984   | ITF Чатем, США          | Тверде   | Джулі Річардсон     | Ребекка Браєнт Ашара Маранон    | 6–2, 6–0      |
| Поразка   | 3.   | 2 липня 1984     | ITF Детройт, США        | Тверде   | Ребекка Браєнт      | Патті Фендік Лінда Гауелл       | 4–6, 6–7      |
| Перемога  | 4.   | 9 липня 1984     | ITF Вест-Палм-Біч, США  | Ґрунт    | Джулі Річардсон     | Патті Фендік Лінда Гауелл       | 7–6, 6–7, 6–3 |
| Перемога  | 5.   | 30 липня 1984    | ITF Делрей-Біч, США     | Тверде   | Джулі Річардсон     | Лінда Гейтс Синтія Макгрегор    | 7–5, 6–0      |
| Поразка   | 6.   | 8 жовтня 1984    | ITF Вайонг, Австралія   | Трава    | Коллін Карні        | Стіна Альмсґрен Гелена Олссон   | 5–7, 5–7      |
| Перемога  | 7.   | 15 жовтня 1984   | ITF Ньюкасл, США        | Трава    | Джулі Річардсон     | Аманда Тобін Аннетт Галлі       | 6–3, 6–2      |
| Перемога  | 8.   | 22 жовтня 1984   | ITF Сідней, Австралія   | Ґрунт    | Джулі Річардсон     | Джекі Мастерс Мішелл Парун      | 6–0, 6–2      |
| Поразка   | 9.   | 22 жовтня 1984   | ITF Сідней, Австралія   | Трава    | Джулі Річардсон     | Даєн Фаррелл Аннетт Галлі       | 3–6, 3–6      |
| Перемога  | 10.  | 11 березня 1985  | ITF Аделаїда, Австралія | Тверде   | Джулі Річардсон     | Луїс Філд Дженін Томпсон        | 6–2, 2–6, 6–2 |
| Поразка   | 11.  | 30 вересня 1985  | ITF Тіба, Японія        | Тверде   | Джулі Річардсон     | Ніжі Діас Патрісія Медрадо      | 6–4, 4–6, 4–6 |
| Перемога  | 12.  | 6 жовтня 1986    | ITF Тіба, Японія        | Тверде   | Мішелл Джаггерд-Лай | Окамото Куміко Наоко Сато       | 6–2, 7–6(3)   |
| Поразка   | 13.  | 3 листопада 1986 | ITF Мацуяма, Японія     | Тверде   | Венді Вуд           | Яюк Басукі Сузанна Вібово       | 6–0, 4–6, 2–6 |
| Перемога  | 14.  | 23 березня 1987  | ITF Мельбурн, Австралія | Тверде   | Луїс Філд           | Коллін Карні Анна-Карін Ольссон | 6–2, 3–6, 6–3 |
| Перемога  | 15.  | 30 березня 1987  | ITF Аделаїда, Австралія | Тверде   | Луїс Філд           | Коллін Карні Елісон Скотт       | 6–1, 1–6, 6–4 |
| Перемога  | 16.  | 8 серпня 1988    | ITF Йорк, США           | Тверде   | Крістін Кунс        | Еллісон Інґрем Дженніфер Янг    | 6–3, 6–1      |
| Поразка   | 17.  | 25 вересня 1989  | ITF Тіба, Японія        | Тверде   | Джулі Річардсон     | Їда Ей Кідовакі Мая             | 6–7, 4–6      |